# Själaringning
Själaringning är en klockringning som idag genomförs inom Svenska kyrkan i samband med att ett dödsfall förkunnas i samband med gudstjänst.
Själaringning var ursprungligen en ringning som utfördes i samband med att någon "låg i själatåget", i avsikt att påkalla förböner för den döende. Senare blev den istället en förkunnelse om att ett dödsfall hade inträffat. Efterhand utvecklades klockringningarna för att ange den avlidnes kön och status. Det var vanligt att lillklockan användes för avlidna kvinnor och storklockan för män. För högt uppsatta personer kunde ringningarna bli långa och avancerade. År 1664 infördes ett regelverk att högst fyra ringningar fick genomföras för alla personer; den första så snart som möjligt efter dödsfallet, den andra dagen före begravningen, den tredje omedelbart före jordfästningen och den fjärde omedelbart efter. Undantaget var sådant som "kungsringningen" för en avliden kunglighet som skulle utföras en gång om dagen under ett år för en avliden kunglighet. Det var också så att beroende på personens rang ringdes vid olika tid på dagen. För enkelt folk tidigt på morgonen, för adliga personer klockan 12. I städerna blev det också vanligt att bättre bemedlade personer betalade kyrkor för att få själaringning i så många kyrkor som möjligt. I södra Sverige, där den sociala skiktningen i ringningarna var som mest avancerad, förekommer fortfarande själaringning den första vardagen efter ett dödsfall. I övriga Sverige blev det vanligast att själaringningen förlades i samband med den efter dödsfallet närmast inträffade söndagens högmässa. Vanligen var det också då begravningen förrättades. Senare har klockringningen främst kommit att ske i samband med begravningen. I Engelbrekts församling i Stockholm introducerades 1922 en kort klockringning i samband med att en tacksägelse hålls för den döde från predikstolen gudstjänsten närmast efter dödsfallet. Denna sed har senare blivit allmänt utbredd i Sverige. 
I Danmark och Norge, undantaget södra Jylland, försvann seden med själaringning i samband med reformationen. 